# Tócsni
A tócsni (más nevein bandurák, bere, beré, berhe, bramborák, cicedli, cicege, ekcer, enge-menge, gaspi, görhöny, hadi rántotta, harula, huláble, kugli, kremzli, krumplibaba, krumplimálé, krumpliprósza, lapcsánka, lapotya, lapotyka, lapsi, lepcsánka, lepkepotyi, mackó, macok, matutka, nyist, picskedli, plácki, prósza, ragujla, recsege, rösztike, siligó, taccs, toksa, tócsi) reszelt nyers krumplival és liszttel készült, zsírban, vagy olajban sült nemzetközi népi étel. A legvalószínűbb feltételezés szerint a tótlángos névből alakulhatott ki a tócsni név, amely Magyarországon a lapcsánka név után a legelterjedtebb.[forrás?]
Többhelyütt a tócsni és lapcsánka közt különbséget tesznek, mert bár a tésztájuk azonos, a sütésük már eltérő. Míg a tócsnit serpenyőben mint palacsintát zsiradék nélkül sütik, addig a lapcsánkát bő olajban, lángos gyanánt készítik. Alapreceptje a legszegényesebb időket idézi, ám a népi találékonyság mindig azzal egészítette ki, amihez éppen hozzá tudott jutni.

## Eredete

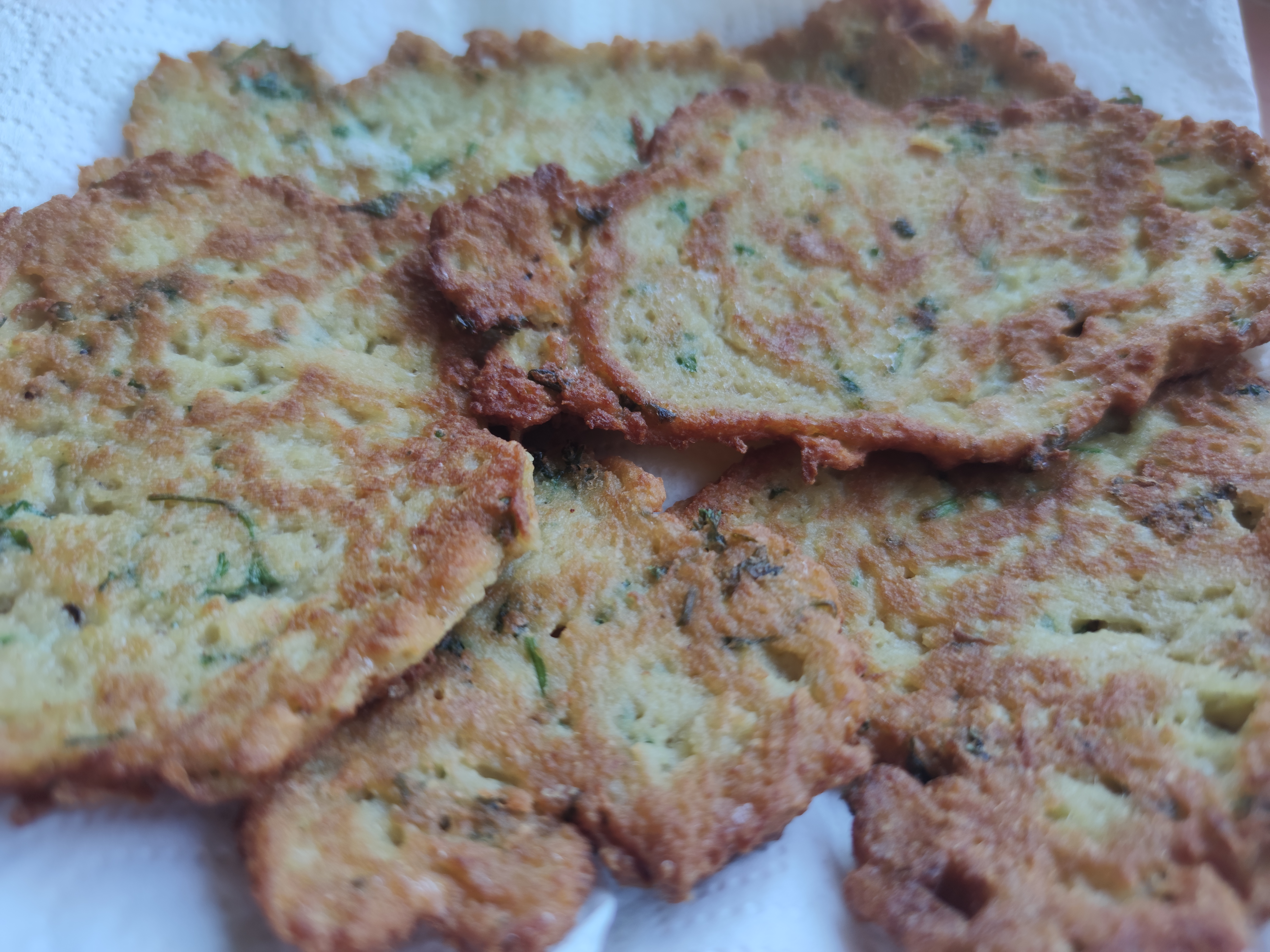
Lapcsánka változat, kisebb formában

Az eredete nem ismert. A „hlebcsánka” elnevezésből ítélve (szlovák írásmóddal: chliebčanka) felvidéki eredetű étel lehet, szlovákul a szó „kenyérkét” jelent. Nagyon sok verziója létezik, így a svájci rösti, a svéd rårakor, az angolszász hash browns, vagy a magyar tócsi, tócsni, toksa (Észak-Magyarország), macok (Mátra), cicege, tócsi (Veszprém megye), lapcsánka (Somogy, Baranya és Zala megye), lepcsánka Borsodban, Hajdúságban, Nyírségben gánica (Őrség), matutka (Közép-Magyarország), krumpliprósza (Somogy, Baranya és Zala megye), görhöny (Szabolcs-Szatmár megye), lapotyka (Vas megye), a Dunántúlon több néven ismert (melyek receptje eltérhet): beré, berét, cicege, tócsi, enge-menge, krumplimálé. Emellett a rösztike, a harula, röstiburgonya, lepkepotyi, placki, bramborák és még sok néven ismert ez a krumplilepény, de a lényeg mindegyiknél ugyanaz: nyersen reszelt krumpli olajban kisütve.
Több változata ismeretes fűszerezésben, elkészítésben. Az egyszerűbb, gyorsabb változatot lehet csak krumplival és liszttel, hagyma, fokhagyma, tej és tojás nélkül készíteni.

## Felhasználásának és fogyasztásának módjai
A lepcsánka/tócsni a gasztronómiában nagyon széles körben alkalmazott étel. Talán legismertebb fogyasztási módja, mikor önálló fogásként, csak a tócsnit tálaljuk önmagában, esetleg kínálhatnak mellé szószokat, mint például tejföl, paradicsommártás, egyéb mártások. Sült húsok elkészítése esetén is előfordul a lepcsánka/tócsni, akár töltelékként, akár bő olajban sütött hússzelet bundájaként, vagy kész húsos főétel (pl. pörkölt, tepsiben sült húsok) mellett köretként is szokás fogyasztani.